# 尚永強
尚永強（1958年6月—），中華民國海軍中將（退役）、理工碩士，畢業於臺南二中，曾任退輔會欣湖天然氣公司董事長、前海軍總司令苗永慶辦公室主任、海軍艦指部副參謀長、海軍司令部後勤處長、海軍左支部指揮官、海軍保指部指揮官、參謀本部後勤參謀次長、國防部常務次長、國防部總督察長等職，軍校學資為：中正理工學院造船系（70年班，同期同學含陸軍上將張冠群）、中正理工學院造船所碩士、國防大學管院戰略班。2018年7月1日，為了讓位予優秀學弟梅家樹中將接班而主動提前卸下軍職，並轉任退輔會國營企業董座任職。

## 榮譽

### 中华民国勳章獎章
- 四等宝鼎勋章（2018年6月25日于台北博爱营区颁授[3]）